# Taquito
I taquito (diminutivo spagnolo del termine taco"), anche conosciuti come taco dorado, rollato taco, o flauta nella variante più grande sono un antipasto messicano appartenente alla cucina Tex-Mex considerati un ibrido fra i taco e i burrito messicani.
Essi consistono in piccole tortilla di mais fritte e arrotolate con un ripieno a base di carne di manzo o pollo o formaggio. Il taquito può essere insaporito con altri ingredienti fra cui la panna acida, e la salsa guacamole. Nelle città di Tijuana e Mexicali il termine taquito fa riferimento a piccoli taco venduti fra le tribune e che differiscono dai tipici taquito arrotolati.

## Storia
Il termine taquito è apparso per la prima volta fra le voci del Glossario preliminare del Nuovo Messico spagnolo del 1917, dove viene classificato come un messicanismo. Tuttavia, la prima vera è propria definizione moderna di taquito inteso come tortilla arrotolata risale in un libro per ragazzi del 1929 che narra storie di persone messicane che vivono negli Stati Uniti. In tale volume, il taquito viene definito un popolare cibo da strada distribuito fra i venditori delle stazioni ferroviarie. Il termine taquito viene nuovamente citato, ma senza alcuna descrizione, in un numero del Los Angeles School Journal del 1932.
Il credito per i primi sviluppi dei taquito viene attribuito a due ristoranti della Southern California. Il primo di questi fu il Cielito Lindo, fondato nel 1934 da Aurora Guerrero a Olvera Street, Los Angeles. La figlia di Guerrero avrebbe iniziato a vendere dei taquito nella catena di ristoranti di famiglia, e presto i concorrenti avrebbero iniziato a vendere piatti simili. A San Diego, quello che sarebbe diventato il ristorante messicano El Indio, iniziò a vendere taquito durante la seconda guerra mondiale, quando il proprietario della fabbrica di tortilla Ralph Pesqueria, Sr. venne invitato dai lavoratori della fabbrica Consolidated Aircraft dall'altra parte della strada a ideare un articolo da pranzo portatile. Sfruttando una ricetta della nonna messicana, Pesqueria rivendicò il merito di aver utilizzato per primo la parola taquito per definire il piatto. I taquito sono stati fra i primi prodotti alimentari messicani venduti surgelati. Nel 1976, la Van de Kamp's lanciò nel mercato dei taquito congelati che ebbero notevole successo. Una norma del governo statunitense vuole che i taquito debbano contenere almeno il 15% di carne.